# 2022年北京パラリンピックの日本選手団
2022年北京パラリンピックの日本選手団（2022ねんペキンパラリンピックのにほんせんしゅだん）は、2022年3月4日から3月13日まで開催された2022年北京パラリンピックにおける日本選手団である。
選手名および所属・記録は2022年現在のもの。

## 概要

### 選手団
- 人員：73人（選手：29人、競技パートナー：1人、競技役員・コーチ：29人、本部役員：14人）
- 団長：河合純一
- 副団長：井田朋宏
- 主将：村岡桃佳
- 旗手：川除大輝

### 公式行事
- 結団式[2]

日時：2022年2月24日
場所：東京都内、オンライン

## メダル獲得者
| メダル | 選手名   | 競技                   | 種目                   | 日付 （現地） | 備考                                                     |
| ------ | -------- | ---------------------- | ---------------------- | ------------- | -------------------------------------------------------- |
| 金     | 村岡桃佳 | アルペンスキー         | 女子滑降座位           | 3月5日        |                                                          |
| 金     | 村岡桃佳 | アルペンスキー         | 女子スーパー大回転座位 | 3月6日        |                                                          |
| 金     | 川除大輝 | クロスカントリースキー | 男子20kmクラシカル立位 | 3月7日        | 冬季パラリンピック日本人男子で歴代最年少の金メダリスト。 |
| 金     | 村岡桃佳 | アルペンスキー         | 女子大回転座位         | 3月11日       |                                                          |
| 銀     | 村岡桃佳 | アルペンスキー         | 女子スーパー複合座位   | 3月7日        |                                                          |
| 銅     | 森井大輝 | アルペンスキー         | 男子滑降座位           | 3月5日        |                                                          |
| 銅     | 森井大輝 | アルペンスキー         | 男子スーパー大回転座位 | 3月6日        |                                                          |

### 競技別メダル獲得数
| 競技                   |   |   |   | 計 |
| ---------------------- | - | - | - | -- |
| アルペンスキー         | 3 | 1 | 2 | 6  |
| クロスカントリースキー | 1 | 0 | 0 | 1  |
| 計                     | 4 | 1 | 2 | 7  |

## 出場選手

### アルペンスキー

#### 男子
- 青木大和（Exx）
  - 大回転立位：30位（1分10秒99＋1分07秒44＝2分18秒43）
  - 回転立位：26位（1分13秒18＋1分01秒61＝2分14秒79）
- 狩野亮（マルハン）
  - 滑降座位：7位（1分20秒58）
  - スーパー大回転座位：途中棄権
  - スーパー複合座位：途中棄権（スーパー大回転：1分14秒70＋回転：途中棄権）
  - 大回転座位：途中棄権（1分07秒36＋途中棄権）
  - 回転立位：途中棄権
- 小池岳大（JTBコミュニケーションデザイン）
  - 滑降立位：21位（1分22秒46）
  - スーパー大回転立位：24位（1分16秒43）
  - スーパー複合立位：途中棄権
  - 大回転立位：14位（1分03秒05＋1分01秒00＝2分04秒05）
  - 回転立位：18位（51秒06＋59秒09＝1分50秒15）
- 鈴木猛史（KYB）
  - 滑降座位：8位（1分22秒84）
  - スーパー大回転座位：11位（1分16秒73）
  - スーパー複合座位：5位（スーパー大回転：1分16秒40＋回転：40秒77＝1分57秒17）
  - 大回転座位：5位（1分04秒93＋59秒83＝2分04秒76）
  - 回転座位：途中棄権（44秒82＋途中棄権）
- 高橋幸平（日本体育大学）
  - 回転立位：12位（48秒01＋56秒80＝1分44秒81）
- 東海将彦（トレンドマイクロ）
  - スーパー大回転立位：失格
  - スーパー複合立位：20位（スーパー大回転：1分21秒30＋回転：47秒24＝2分08秒54）
  - 大回転立位：31位（1分11秒40＋1分07秒30＝2分18秒70）
  - 回転立位：25位（1分06秒52＋1分01秒20＝2分07秒72）
- 藤原哲（コロンビア・スポーツウェアジャパン）
  - スーパー大回転座位：途中棄権
  - スーパー複合座位：途中棄権
  - 大回転座位：23位（1分10秒28＋1分08秒62＝2分18秒90）
  - 回転座位：途中棄権（55秒62＋途中棄権）
- 三澤拓（SMBC日興証券）
  - 滑降立位：14位（1分20秒20）
  - スーパー大回転立位：途中棄権
  - スーパー複合立位：11位（スーパー大回転：1分15秒18＋回転：42秒57＝1分57秒75）
  - 回転立位：途中棄権
- 森井大輝（トヨタ自動車）
  - 滑降座位：3位（1分18秒29）
  - スーパー大回転座位：3位（1分10秒61）
  - スーパー複合座位：途中棄権（スーパー大回転：1分10秒79＋回転：途中棄権）
  - 大回転座位：8位（1分05秒38＋1分01秒74＝2分07秒12）
  - 回転座位：5位（46秒48＋56秒07＝1分42秒55）

#### 女子
- 神山則子（テス・エンジニアリング）
  - 滑降立位：8位（1分38秒49）
  - スーパー大回転立位：10位（1分27秒73）
  - スーパー複合立位：失格
  - 大回転立位：13位（1分10秒48＋1分15秒74＝2分26秒22）
  - 回転立位：8位（1分01秒24＋1分01秒71＝2分02秒95）
- 田中佳子（Tポイント・ジャパン）
  - スーパー大回転座位：5位（1分35秒69）
  - スーパー複合座位：4位（スーパー大回転：1分36秒33＋回転：1分08秒81＝2分45秒14）
  - 大回転座位：途中棄権
  - 回転座位：6位（1分10秒78＋1分05秒15＝2分15秒93）
- 原田紀香　(セールスフォース・ジャパン)
  - 大回転座位：途中棄権
  - 回転座位：8位（1分10秒31＋1分07秒77＝2分18秒08）
- 本堂杏実（コーセー）
  - 滑降立位：6位（1分25秒90）
  - スーパー大回転立位：8位（1分19秒92）
  - スーパー複合立位：6位（スーパー大回転：1分21秒98＋回転：51秒42＝2分13秒40）
  - 大回転立位：7位（1分03秒58＋1分07秒49＝2分11秒07）
  - 回転立位：7位（57秒97＋59秒49＝1分57秒46）
- 村岡桃佳（トヨタ自動車）
  - 滑降座位：1位（1分29秒77）
  - スーパー大回転座位：1位（1分23秒73）
  - スーパー複合座位：2位（スーパー大回転：1分20秒37＋回転：51秒77＝2分12秒14）
  - 大回転座位：1位（1分01秒76＋1分00秒51＝2分02秒27）
  - 回転座位：5位（53秒44＋52秒10＝1分45秒54）

#### 役員・スタッフ
- チームリーダー：大日方邦子（電通グループ）
- 監督：夏目堅司（セールスフォース・ジャパン）
- ヘッドコーチ：石井沙織（日本障害者スキー連盟）
- コーチ：伴一彦（甲州屋商店）、鶴井靖之
- ワックスサービス：山本太（ベラークチューンナップコネクション）、堂本雅洋（DSG）
- トレーナー：大岡茂（日本スポーツ振興センター）
- メカニック：望月満輝（KYBモーターサイクルサスペンション）、山田賀久（日進医療器）
- 心理スタッフ：橋口恭一（日本大学松戸歯学部 教養学）
- 総務：深井瑛子（Krossing）

### クロスカントリースキー・バイアスロン

#### 男子
- 有安諒平（東急イーライフデザイン）
ガイド：藤田佑平（スポーツフィールド）
  - クロスカントリースキー
    - 20キロクラシカル視覚障害：7位（1時間15分04秒8）
    - 1.5キロスプリントフリー視覚障害：予選敗退
    - 12.5キロフリー視覚障害：16位（45分01秒8）
- 岩本啓吾（土屋ホーム）
  - クロスカントリースキー
    - 20キロクラシカル立位：13位（1時間04分58秒7）
    - 1.5キロスプリントフリー立位：予選敗退
    - 12.5キロフリー立位：15位（41分18秒7）
- 川除大輝（日立ソリューションズジュニアスキークラブ / 日本大学）
  - クロスカントリースキー
    - 20キロクラシカル立位：1位（52分52秒8）
    - 1.5キロスプリントフリー立位：準決勝敗退
    - 12.5キロフリー立位：8位（37分23秒9）
- 佐藤圭一（セールスフォース・ジャパン）
  - バイアスロン
    - 6キロ立位：11位（19分15秒3）
    - 10キロ立位：9位（34分49秒2）
    - 12.5キロ立位：7位（45分17秒7）

  - クロスカントリースキー
    - 12.5キロフリー立位：12位（39分58秒8）
- 新田佳浩（日立ソリューションズ）
  - クロスカントリースキー
    - 20キロクラシカル立位：7位（57分46秒7）
    - 1.5キロスプリントフリー立位：準決勝敗退
- 森宏明　(HOKKAIDO ADAPTIVE SPORTS / 朝日新聞社)
  - クロスカントリースキー
    - 1.5キロスプリント座位：予選敗退

#### 女子
- 阿部友里香（日立ソリューションズ）
  - バイアスロン
    - 6キロ立位：16位（26分13秒1）
    - 12.5キロ立位：13位（1時間03分34秒3）

  - クロスカントリースキー
    - 15キロクラシカル立位：8位（56分45秒7）
    - 1.5キロスプリントフリー立位：準決勝敗退
- 岩本美歌（北海道エネルギーパラスキージュニアチーム / 富山県立雄山高等学校）
  - クロスカントリースキー
    - 1.5キロスプリントフリー立位：予選敗退
    - 10キロフリー立位：15位（55分17秒0）
- 出来島桃子（新発田市役所）
  - バイアスロン
    - 6キロ立位：14位（22分35秒5）
    - 10キロ立位：10位（41分59秒1）
    - 12.5キロ立位：12位（56分29秒2）

  - クロスカントリースキー
    - 10キロフリー立位：14位（46分55秒3）

#### リレー
- クロスカントリースキー 
  - 4×2.5キロ混合リレー（岩本啓吾、出来島桃子、森宏明、阿部友里香）：7位（31分17秒7）
  - 4×2.5キロオープンリレー（新田佳浩（第1走・第3走）、川除大輝（第2走・第4走））：7位（31分38秒1）

#### 役員・スタッフ
- チームリーダー：荒井秀樹（北海道エネルギー）
- 監督：渡辺孝次（長野県伊那養護学校）
- ヘッドコーチ
  - 小舘操（フロム / アルペン）、
  - 長濱一年（日立ソリューションズ / クロカン）
- コーチ：小林卓司
- ワックスチーフ：佐藤勇治（北海道エネルギー）
- ワックステスター：藤田善也（早稲田大学スポーツ科学学術院）
- ワックススタッフ：嶋田将樹（オーカ）
- トレーナー：渡瀬由葉（薬師寺運動器クリニック）
- 総務（シャペロン）：田原麗衣（成蹊大学）

### スノーボード

#### 男子
- 市川貴仁（HOKKAIDO ADAPTIVE SPORTS / 朝日新聞社）
  - スノーボードクロス下肢障害（LL2）：5位
  - バンクドスラローム下肢障害（LL2）：8位
- 大岩根正隆（エレマテック）
  - スノーボードクロス上肢障害：8位
  - バンクドスラローム上肢障害：13位
- 岡本圭司（ベリサーブ）
  - スノーボードクロス下肢障害（LL2）：8位
  - バンクドスラローム下肢障害（LL2）：13位
- 小栗大地（三進化学工業）
  - スノーボードクロス下肢障害（LL1）：5位
  - バンクドスラローム下肢障害（LL1）：7位
- 小須田潤太（オープンハウス）
  - スノーボードクロス下肢障害（LL1）：8位
  - バンクドスラローム下肢障害（LL1）：13位
- 田渕伸司（兵庫県立和田山特別支援学校）
  - バンクドスラローム下肢障害（LL2）：18位

#### 役員・スタッフ
- 監督：二星謙一
- ヘッドコーチ：綿谷直樹
- コーチ：松本佳之（ヴィクトリア御茶ノ水本店）
- ワックスサービス：須合紀之
- トレーナー：東山学史（大阪回生病院リハビリテーションセンター）、阪勇斗（重工記念病院）
- 総務：鎌田奈実（Tiny mighty Kosuke prs）

## 選手団本部役員
出典 - 
| 役職       | 氏名       | 所属団体                                      | 備考 |
| ---------- | ---------- | --------------------------------------------- | ---- |
| 団長       | 河合純一   | 日本パラスポーツ協会 日本パラリンピック委員会 |      |
| 副団長     | 井田朋宏   | 日本パラスポーツ協会 日本パラリンピック委員会 |      |
| 副団長     | 桜間裕子   | 順天堂大学                                    |      |
| アタッシェ | 竹田光希   | 外務省                                        |      |
| 医師       | 小林章郎   | 医療法人社団松下会 白庭病院                   |      |
| 医師       | 清水雅樹   | あさくらスポーツリハビリテーションクリニック  |      |
| 総務       | 長谷部貴   | 日本パラスポーツ協会 日本パラリンピック委員会 |      |
| 総務       | 具品美由紀 | 日本パラスポーツ協会 日本パラリンピック委員会 |      |
| 総務       | 伏見みずき | 日本パラスポーツ協会 日本パラリンピック委員会 |      |
| 総務       | 竹下泰史   | 日本パラスポーツ協会 日本パラリンピック委員会 |      |
| 総務       | 堀添里緒   | 日本パラスポーツ協会 日本パラリンピック委員会 |      |
| 総務       | 古谷駿     | 日本パラスポーツ協会 日本パラリンピック委員会 |      |
| 広報       | 黒田美穂   | 日本パラスポーツ協会 日本パラリンピック委員会 |      |
| 輸送       | 加村真理子 | 近畿日本ツーリストコーポレートビジネス        |      |